# Dimethoaat
Dimethoaat is een organofosforverbinding die gebruikt wordt als insecticide in land- en tuinbouw. Het werd in de jaren '50 van de 20e eeuw op de markt gebracht door American Cyanamid.

## Regelgeving
De Europese Commissie heeft dimethoaat opgenomen in de lijst van bijlage 1 bij Richtlijn 91/414/EEG als een actieve stof die in de lidstaten van de Europese Unie mag toegelaten worden, dit voor een periode van 1 oktober 2007 tot 30 september 2017. Er moet wel nog aanvullende studie gebeuren ter bevestiging van de risicobeoordeling van dimethoaat voor vogels, zoogdieren en niet tot de doelsoorten behorende geleedpotigen, en ter bevestiging van de toxicologische beoordeling van de metabolieten van dimethoaat (onder meer omethoaat) die kunnen aanwezig zijn in gewassen.
In België zijn producten met dimethoaat als werkzame stof erkend voor gebruik bij de teelt van onder andere kersenbomen, bieten, aardappelen, wortelen, cichorei, knolselderij, schorseneren, uien, bloemkool en witlofwortels. Enkele merknamen zijn: Agrichim Dimethoaat, Danadim Progress, Dimistar Progress, Perfekthion S, Phosan Forte en Rogor 40.

## Toxicologie en veiligheid
Dimethoaat is een matig giftige stof, die effecten kan hebben op het zenuwstelsel bij hoge concentraties. Zoals vele organofosforverbindingen is het een cholinesteraseremmer.